# Blankgölen
Blankgölen är en sjö i Ydre kommun i Östergötland och ingår i Emåns huvudavrinningsområde.